# Currituck Sound
Currituck Sound es una laguna costera protegida en el océano Atlántico en la parte noreste de Carolina del Norte. Tiene unas treinta millas en dirección N-S y alrededor de 3-8 millas de ancho. Este soud está separado del océano por la isla Bodie, que es parte del Outer Banks. En el noreste, se une con la bahía Back en Virginia Beach, Virginia, y otra parte al noroeste hacia el canal Albemarle y Chesapeake, que a su vez forma parte del Canal Intracostero del Atlántico que se conecta con el estrecho hasta Hampton Roads y la bahía Chesapeake. El sound se une con el Albemarle Sound en el sur. El estrecho bordea la Isla Mackay en el condado de Currituck y el Currituck National Wildlife Refuge de la ruta atlántica norteamericana.